# Eddie Bauer
Pour les articles homonymes, voir Bauer.
Ne doit pas être confondu avec Eddy Bauer.
Eddie Bauer est une société d'habillement américaine dont le titre est listé sur le NASDAQ. Son siège se situe à Bellevue à proximité de la ville de Seattle à l'ouest de l'État de Washington (États-Unis).
Eddie Bauer Holdings, Inc. a invoqué la protection de la loi américaine sur les faillites le 17 juin 2009
Eddie Bauer est également le nom d'une série spéciale du Ford Bronco aux États-Unis.

## Histoire
Fondée en 1920 par Eddie Bauer (1899-1986), c'est la première compagnie à avoir été autorisée par l'armée américaine à utiliser un logo à l'origine utilisé sur les uniformes (brevets U.S. Design 119,122).
Bauer vendit sa compagnie à General Mills en 1971 avant que celle-ci ne soit rachetée par Spiegel (en) en 1988.